# Свете мученице Гајанија, Рипсимија, и осталих 35 монахиња
Свете мученице Гајанија, Рипсимија и осталих тридесет пет монахиња које Православна црква заједно прославља су јерменске ранохришћанске свете мученице, које је цар Тиридат III погубио 301. године, због њихове вере у Христа. 

## Историја
301. године у Јерменију је дошло 37 хришћанских девојака. То су биле монахиње које се раније су живеле у древном планинском манастиру Светог Павла, где је Гајанија била игуманија. Рипсимија је својом лепотом пленила и привукла њоме и цара Диоклецијана. Не желећи да се потчини његовој вољи и да му постане жена, склонила се код својих пријатеља у Александрију. Тамо су, према предању, девојке имале указање Пресвете Богородице, која им је показала пут за Јерменију. Јерменски краљ Тиридат III, сазнавши шта се десило са девојкама у Риму, пожелео је да се ожени лепом Рипсимијом. Она је, заједно са игуманијом Гајанијом, доведена у краљевску палату. Краљ је желео да узме Рипсимију, али је она то одбила, рекавши да припада само Христу. То је разбесноело краља који је наредио да се каменује свих 37 хришћанки. При томе је успела је да побегне само света Нина, будућа крститељка Грузије. После погубљења невиних хришћанки, Тиридат се разболео од тешке нервне болести. Григорије Просветитељ је исцелио краља од душевне болести, након чега се, верујући у моћ хришћанске вере, Тиридат III и сам крстио, покрстио народ и прогласио хришћанство за државну религију у Јерменији 301. године.
У част Свете Хрипсиме, у Ечмиадзину је 618. године подигнута црква и манастир близу Еривана, главни духовни центар јерменски кроз многе векове. Овај храм се сматра најбољим примером крстокуполне цркве у средњовековној Јерменији.
Православна црква прославља свету Рипсимију и остале мученице 30. септембра (13. октобра).